# Rhabdophis flaviceps
Rhabdophis flaviceps — вид змій з підродини вужеві (Natricinae) родини полозових (Colubridae).

## Поширення
Вид поширений у Південно-Східній Азії. Вид зареєстрований на півдні Таїланду, у кількох розрізнених місцевостях на континентальній Малайзії, на островах Ніас, Суматра, Бангка та Калімантан. Зустрічається на висоті від рівня моря до 400 м.